# Muzdurlar
Muzdurlar è un comune dell'Azerbaigian situato nel distretto di Goranboy. Conta una popolazione di 1 362 abitanti.